# بازسازی بازی ویدئویی

عنوان Pokémon Red and Blue برای کنسول گیم بوی (بالا) برای کنسول گیم بوی ادونس با نام جدید Pokémon FireRed and LeafGreen (پایین) بازخلق شد.

بازسازی بازی ویدئویی (به انگلیسی: Video game remake) به فرایندی گفته می‌شود که یک بازی ویدئویی قدیمی دوباره از نو ساخته شود که معمولاً به منظور مدرن سازی اثر با گرافیک به روز شده برای سخت‌افزارهای جدیدتر و بهبود گیم پلی برای مخاطبان معاصر انجام می‌گیرد. معمولاً، اثر بازسازی‌شده همان عنوان قدیمی و اِلِمان‌های اساسی گیم پلی و عناصر اصلی داستان را حفظ می‌کند ولی ممکن است برخی از جنبه‌های بازی اصلی تغییر کند.
بازسازی‌ها بیشتر توسط توسعه‌دهنده اصلی یا دارنده حق تکثیر اثر و گاهی توسط طرفداران انجام می‌شود. اگر بازسازی توسط طرفداران ایجاد شود، گاهی به عنوان فن گیم (به انگلیسی: fan game) نیز نامیده می‌شود.